# Sale, Greater Manchester
Sale là một thị trấn ở Trafford, Greater Manchester, Anh. Nó nằm ở bờ phía nam của sông Mersey, 1,9 dặm (3,1 km) về phía nam của Stretford, 2,5 dặm (4,0 km) về phía đông bắc của Altrincham, và 5,2 dặm (8,4 km) về phía tây nam của Manchester. Vào năm 2011, dân số thị trấn là 134,122 người.

## Nhân khẩu học

### Sự thay đổi dân số
| Population growth in Sale since 1801     | Population growth in Sale since 1801 | Population growth in Sale since 1801 | Population growth in Sale since 1801 | Population growth in Sale since 1801 | Population growth in Sale since 1801 | Population growth in Sale since 1801 | Population growth in Sale since 1801 | Population growth in Sale since 1801 | Population growth in Sale since 1801 | Population growth in Sale since 1801 | Population growth in Sale since 1801 | Population growth in Sale since 1801 | Population growth in Sale since 1801 | Population growth in Sale since 1801 | Population growth in Sale since 1801 | Population growth in Sale since 1801 | Population growth in Sale since 1801 | Population growth in Sale since 1801 | Population growth in Sale since 1801 | Population growth in Sale since 1801 | Population growth in Sale since 1801 |
| Year                                     | 1801                                 | 1811                                 | 1821                                 | 1831                                 | 1841                                 | 1851                                 | 1861                                 | 1871                                 | 1881                                 | 1891                                 | 1901                                 | 1911                                 | 1921                                 | 1931                                 | 1939                                 | 1951                                 | 1961                                 | 1971                                 | 1981                                 | 1991                                 | 2001                                 |
| ---------------------------------------- | ------------------------------------ | ------------------------------------ | ------------------------------------ | ------------------------------------ | ------------------------------------ | ------------------------------------ | ------------------------------------ | ------------------------------------ | ------------------------------------ | ------------------------------------ | ------------------------------------ | ------------------------------------ | ------------------------------------ | ------------------------------------ | ------------------------------------ | ------------------------------------ | ------------------------------------ | ------------------------------------ | ------------------------------------ | ------------------------------------ | ------------------------------------ |
| Population                               | 819                                  | 901                                  | 1,049                                | 1,104                                | 1,309                                | 1,720                                | 3,031                                | 5,573                                | 7,916                                | 9,644                                | 12,088                               | 15,044                               | 16,329                               | 28,071                               | 38,911                               | 43,168                               | 51,336                               | 55,749                               | 57,824                               | 56,052                               | 55,234                               |
| % change                                 | –                                    | +10.0                                | +16.4                                | +5.2                                 | +18.6                                | +31.4                                | +76.2                                | +83.9                                | +42.0                                | +21.8                                | +25.3                                | +19.6                                | +8.5                                 | +71.6                                | +38.6                                | +10.9                                | +18.9                                | +8.6                                 | +4.4                                 | −3.1                                 | −1.5                                 |
| Source: A Vision of Britain through Time |                                      |                                      |                                      |                                      |                                      |                                      |                                      |                                      |                                      |                                      |                                      |                                      |                                      |                                      |                                      |                                      |                                      |                                      |                                      |                                      |                                      |

## Kinh tế
| Sale compared             | Sale compared | Sale compared | Sale compared |
| ------------------------- | ------------- | ------------- | ------------- |
| 2001 UK Census            | Sale          | Trafford      | England       |
| Population of working age | 40,272        | 151,445       | 35,532,091    |
| Full-time employment      | 45.5%         | 43.4%         | 40.8%         |
| Part-time employment      | 11.6%         | 11.9%         | 11.8%         |
| Self-employed             | 7.8%          | 8.0%          | 8.3%          |
| Unemployed                | 2.5%          | 2.7%          | 3.3%          |
| Retired                   | 14.3%         | 13.9%         | 13.5%         |